# Glochidion insulare
Glochidion insulare là một loài thực vật thuộc họ Euphorbiaceae. Đây là loài đặc hữu của Malaysia.